# Wilhelm von Bolschwing
Otto Wilhelm von Bolschwing (geboren am 12. August 1774 in Pannwitz, Ostpreußen; gestorben am 24. November 1842 in Neuß) war ein preußischer Landrat und Offizier.

## Leben

### Herkunft
Wilhelm von Bolschwing, dessen Familie ursprünglich in Westfalen und später in Kurland beheimatet und ein Zweig des Adelsgeschlechts Bodelschwingh war, wurde als Sohn des Preußischen Kammerherrn und Landmarschalls Carl Ludwig von Bolschwing und dessen Ehefrau Friederica, geb. von Polenz in Ostpreußen geboren. Seine beiden Brüder waren der preußische Leutnant Carl Friedrich von Bolschwing (* 1767) und der preußische Major und Landrat des Kreises Schaaken Friedrich Ludwig von Bolschwing (1771–1813).

### Werdegang
Von Bolschwing trat 1788 als Fahnenjunker in das preußische Militär ein. 1789 Fähnrich, 1793 Sekondelieutenant im Dragoner-Regiment von Posadowsky und von Rohr nahm er 1800 seinen Abschied und widmete sich zunächst Reisen in Russland. In der Folge widmete er sich der Bewirtschaftung seines Guts Genslack in Ostpreußen. Im Weiteren wurde er 1803 Landschaftsdeputierter des Kreises Tapiau, 1804 ritterschaftlicher Deputierter bei dem Landarmen- und Verpflegungsinstitut Tapiau und 1805 Landschaftsrat.
Mit Einsetzen der Befreiungskriege trat er 1813 als Stabsrittmeister im 1. Kürassier-Regiment (Prinz Friedrich von Preußen) zu Breslau wieder in das Militär ein, wo er am 27. April 1815 das Patent als Wirklicher Rittmeister verliehen bekam. Auf eigens Ersuchen nahm er schließlich 1817 als Major Abschied aus dem Preußischen Heer. Zuvor war er bereits zum 1. Mai 1816 als landrätlicher Kommissar in Neuss ernannt worden, mit Dienstantritt im August 1816. Am 16. Januar 1817 erfolgte die Ernennung zum Landrat des Kreises Neuß. Er starb im Dienst.

### Familie
Am 28. Juli 1811 heiratete Wilhelm von Bolschwing Christine Fleiß (geboren am 11. Juni 1791 in Kleinbaum, Kreis Labiau; gestorben am 25. März 1878 in Königsberg).